# Justus Frantz
Justus Frantz (n. 18 mai 1944, Inowrocław) este un pianist și dirijor german.
A început să cânte la pian la zece ani, apoi a studiat în Hamburg cu Eliza Hansen și Wilhelm Kempff. În 1970 a concertat cu Orchestra Filarmonică din Berlin dirijată de Herbert von Karajan; și-a făcut debutul în Statele Unite în 1975 cu New York Philharmonic dirijată de Leonard Bernstein. În 1986 a fondat Schleswig-Holstein Musik Festival⁠(de)[traduceți] iar în 1995 a fondat Philharmonia of the Nations, cu care a avut o susținută activitate de dirijor.